# Redipuglia (stacja kolejowa)
Redipuglia (włoski: Stazione di Redipuglia) – stacja kolejowa w Fogliano Redipuglia, w regionie Friuli-Wenecja Julijska, we Włoszech. Znajdują się tu 2 perony. Znajduje się na linii kolejowej Udine-Triest.

## Historia
Jest to monumentalny budynek w stylu rzymskim, w odległości kilku metrów od monumentalnego Sanktuarium Redipuglia. Jest to obiekt stworzony przez architekt Roberto Narducci (1887-1979) dla Ministerstwa Komunikacji w ówczesnej gminie Fogliano di Monfalcone (TS), który został otwarty 4 listopada 1936 w obecności Mario Jannelli.